# Automeris affinis
Automeris affinis é uma espécie de mariposa do gênero Automeris, da família Saturniidae.
Sua ocorrência foi registrada na Guiana, com envergadura de 78 mm no macho, e se distingue da A. orestes pela faixa externa presente no topo das asas anteriores, que é reta e um pouco mais próxima do ápice, bem como pela mancha presente no disco (olho) nessas asas, que é mais estreita.